# Фудбалска репрезентација Источне Немачке
Фудбалска репрезентација Источне Немачке је фудбалски тим који је представљао Источну Немачку од 1952. до 1990, играјући као један од три послератна Немачка тима, заједно са репрезентацијом Сарланда и репрезентацијом Савезне Републике Немачке (тада се звала Западна Немачка).
Након уједињења Немачке 1990. Фудбалски савез Источне Немачке (Deutscher Fußball Verband der DDR (DFV)) заједно са репрезентацијом Источне Немачке, се придружио Фудбалском савезу Немачке (Deutscher Fußball Bund (DFB)) и Немачком тиму који је управо освојио Светско првенство.

## Историја
1949. пре него што је основана НДР и док су регуларни приватни клубови били забрањени под Совјетском окупацијом, било је покушаја да се фудбал ипак игра. Хелмут Шон је тада тренирао селекције Саксоније и Совјетске окупационе зоне пре него што је отишао на запад. 6. фебруара 1951. Источна Немачка је поднела захтев за чланство у ФИФА, што је било протестовано од стране ДФБ, која је већ била пуноправан члан. ФИФА је прихватила асоцијацију Источне Немачке (касније названу ДФВ) 6. октобра 1951. као привременог члана, а 24. јула 1951. као пуноправног члана.
Прву међународну утакмицу, не такмичарску него радије приказ добре воље, је одиграла 21. септембра 1952. са Пољском у Варшави, где је пред 35.000 присутних гледалаца изгубила са 3-0. Прву утакмицу на домаћем терену је одиграла 14. јуна 1953. против Бугарске, а пред 55.000 гледалаца на стадиону Хајнц-Штејер у Дрездену резултат је био 0-0. Само три дана касније Побуна у Источној Немачкој је спречила дозвољено скупљање толиког броја Немаца. Па је играње утакмица настављено тек 8. маја 1954, у поразу од 1-0 од Румуније. Источна Немачка није ни разматрала да учествује на Светском првенству које је два месеца раније освојено од стране Западне Немачке. Ово је узроковало велику еуфорију не само на Западу, и НДР је покушала да се супротстави овоме тако што је напустила њихову политику представљања социјалистичких узора њихове „нове Немачке државе“ него су играчи почели да се бирају искључиво на основу својих способности. Источна Немачка је ушла у квалификације за Светско првенство 1958. и била је домаћин Велсу 19. маја 1957. на Централном стадиону у Лајпцигу. Затражено је 500.000 карата, званично је прихваћено 100.000, али је 120.000 људи на крцатом стадиону присуствовало победи од 2-1.
Источна Немачка није била успешна у Светским првенствима и Европским првенствима као што је била Западна Немачка. Никад се није квалификовала на завршни турнир Европског првенства и само се једном квалификовала на Светско првенство и то на Светско првенство 1974. Међутим, они су увек били озбиљан кандидат у квалификацијама кроз своју историју.
Источна Немачка је међутим постигла знатно већи успех на Олимпијским играма у односу на аматерски тим састављан од стране Западног НОК-а Немачке. Пре 1968, оба тима су слала Уједињени тим Немачке. Како би били изабрани да учествују на Олимпијским играма 1964. тим Источне Немачке је морао да победи колеге из Западне Немачке. На Олимпијским играма 1964. су освојили бронзу за ЕУА (Уједињени тим Немачке). Као Источна Немачка, освојили су бронзу 1972. у Минхену, злато 1976. у Монтреалу и сребрну медаљу 1980. у Москви, у одсуству западних земаља које су бојкотовале Олимпијске игре.

## Успеси

### Светска првенства
| Година | Коло                  |
| ------ | --------------------- |
| 1930   | Није учествовала      |
| 1934   | Није учествовала      |
| 1938   | Није учествовала      |
| 1950   | Није учествовала      |
| 1954   | Није се квалификовала |
| 1958   | Није се квалификовала |
| 1962   | Није се квалификовала |
| 1966   | Није се квалификовала |
| 1970   | Није се квалификовала |
| 1974   | Четвртфинале          |
| 1978   | Није се квалификовала |
| 1982   | Није се квалификовала |
| 1986   | Није се квалификовала |
| 1990   | Није се квалификовала |
| Укупно | 1/18                  |

### Европска првенства
| Година | Коло                  |
| ------ | --------------------- |
| 1960   | Није се квалификовала |
| 1964   | Није се квалификовала |
| 1968   | Није се квалификовала |
| 1972   | Није се квалификовала |
| 1976   | Није се квалификовала |
| 1980   | Није се квалификовала |
| 1984   | Није се квалификовала |
| 1988   | Није се квалификовала |
| Укупно | 0/13                  |

## Рекорди играча

### Играчи са највише наступа
Испод је листа са 25 играча са највише наступа за Источну Немачку. Бројеви су са сајта Фудбалског савеза Немачке и укључују десет квалификационих и завршних турнира Олимпијских игара који се више не рачунају од ФИФА. Бројеви које ФИФА рачуна су стављени у заграду.
| #  | Играч              | Каријера за Источну Немачку | Наступа  |
| -- | ------------------ | --------------------------- | -------- |
| 1  | Јоаким Штрајх      | 1969-1984                   | 102 (98) |
| 2  | Ханс-Јирген Дернер | 1969-1985                   | 100 (96) |
| 3  | Јирген Крој        | 1967-1981                   | 94 (86)  |
| 4  | Конрад Вајзе       | 1970-1981                   | 86 (78)  |
| 5  | Еберхард Фогел     | 1962-1976                   | 74 (69)  |
| 6  | Бернд Бранш        | 1967-1976                   | 72 (64)  |
| 7  | Петер Дуке         | 1960-1975                   | 68 (63)  |
| 8  | Мартин Хофман      | 1973-1981                   | 66 (62)  |
| =  | Лотар Курбјувајт   | 1970-1981                   | 66 (59)  |
| 10 | Роналд Крер        | 1982-1989                   | 65 (65)  |
| 11 | Герд Кише          | 1971-1980                   | 63 (59)  |
| 12 | Матијас Либерс     | 1980-1988                   | 59 (59)  |
| 13 | Рајнхард Хефнер    | 1971-1984                   | 58 (54)  |
| 14 | Јирген Померенке   | 1972-1983                   | 57 (53)  |
| 15 | Рајнер Ернст       | 1981-1990                   | 56 (56)  |
| =  | Хенинг Френцел     | 1961-1974                   | 56 (54)  |
| 17 | Јирген Шпарвасер   | 1969-1977                   | 53 (48)  |
| 18 | Андреас Том        | 1984-1990                   | 51 (51)  |
| 19 | Ханс-Јирген Крајше | 1968-1975                   | 50 (46)  |
| 20 | Улф Кирстен        | 1985-1990                   | 49 (49)  |
| 21 | Дитер Ерлер        | 1959-1968                   | 47 (45)  |
| =  | Јерг Штибнер       | 1984-1990                   | 47 (47)  |
| 23 | Рене Милер         | 1984-1989                   | 46 (46)  |
| =  | Дирк Штаман        | 1982-1989                   | 46 (46)  |
| 25 | Ридигер Шнуфхазе   | 1973-1983                   | 45 (45)  |

### Играчи са највише голова
Испод је листа са 25 играча са највише постигнутих голова за Источну Немачку. Бројеви су са сајта Фудбалског савеза Немачке и укључују голове постигнуте на десет квалификационих и завршних турнира Олимпијских игара који се више не рачунају од ФИФА. Бројеви које ФИФА рачуна су стављени у заграду.
| #  | Играч              | Голова  |
| -- | ------------------ | ------- |
| 1  | Јоахим Штрајх      | 55 (53) |
| 2  | Ханс-Јирген Крајше | 25 (22) |
| =  | Еберхард Фогел     | 25 (24) |
| 4  | Рајнер Ернст       | 20 (20) |
| 5  | Хенинг Френцел     | 19 (19) |
| 6  | Мартин Хофман      | 16 (15) |
| =  | Јирген Нелднер     | 16 (16) |
| =  | Андреас Том        | 16 (16) |
| 9  | Петер Дуке         | 15 (15) |
| =  | Јирген Шпарвасер   | 15 (14) |
| 11 | Улф Кирстен        | 14 (14) |
| 12 | Гинтер Шретер      | 13 (13) |
| 13 | Волфрам Леве       | 12 (12) |
| =  | Дитер Ерлер        | 12 (12) |
| 15 | Вили Трегер        | 11 (11) |

### Играчи са наступима за Источну Немачку и Немачку после 1990.
Пре уједињења Немачке 1990. године правила ФИФА су забрањивала да играчи који су играли за Источну Немачку после играју за Западну Немачку.
| Играч         | Источна Немачка | Источна Немачка | Уједињења Немачка | Уједињења Немачка | Укупно | Укупно |
| Играч         | Утакм.          | Голова          | Утакм.            | Голова            | Утакм. | Голова |
| ------------- | --------------- | --------------- | ----------------- | ----------------- | ------ | ------ |
| Улф Кирстен   | 49              | 14              | 51                | 20                | 100    | 34     |
| Матијас Замер | 23              | 6               | 51                | 8                 | 74     | 14     |
| Андреас Том   | 51              | 16              | 10                | 2                 | 61     | 18     |
| Томас Дол     | 29              | 7               | 18                | 1                 | 47     | 8      |
| Даријуш Вош   | 7               | 0               | 17                | 1                 | 24     | 1      |
| Олаф Маршал   | 4               | 0               | 13                | 3                 | 17     | 3      |
| Хајко Шолц    | 7               | 0               | 1                 | 0                 | 8      | 0      |
| Дирк Шустер   | 4               | 0               | 3                 | 0                 | 7      | 0      |

## Селектори
- 1952-1953. - Вили Елгарт
- 1954. - Ханс Зигерт
- 1955-1957. - Јанош Ђармати
- 1958-1959. - Фриц Гедике
- 1959-1961. - Хејнц Кригел
- 1961-1967. - Карољ Сос
- 1967-1969. - Харалд Зегер
- 1970-1981. - Георг Бушнер
- 1982-1983. - Рудолф Краус
- 1983-1988. - Бернд Штанге
- 1988-1989. - Манфред Запф
- 1989-1990. - Едуард Гејер